# Muzeum Pierwszych Piastów na Lednicy
Muzeum Pierwszych Piastów na Lednicy – wielooddziałowe muzeum prezentujące relikty kamiennej architektury pałacowej i sakralnej oraz drewnianej zabudowy wsi. Najważniejszą częścią ekspozycji są pozostałości grodu pierwszych Piastów, datowane na okres wczesnego średniowiecza.

## Historia
Muzeum rozpoczęło działalność 1 stycznia 1969. Powołano wtedy Rezerwat Archeologiczny na Ostrowie Lednickim dla ochrony piastowskiego dziedzictwa tego obszaru. Otrzymało ono wówczas nazwę Muzeum Początków Państwa Polskiego na Lednicy. Początkowo znajdowało się pod opieką Powiatowej Rady Narodowej w Gnieźnie, ale już od 1 stycznia 1970 przeszło pod bezpośrednią opiekę Wojewódzkiej Rady Narodowej w Poznaniu, stając się placówką autonomiczną „bezpośrednio podporządkowaną i finansowaną przez Wydział Kultury WRN w Poznaniu”. W 1975 zarządzeniem wojewody poznańskiego z dnia 14 sierpnia, po powstaniu muzeum w Gnieźnie, pierwotną nazwę lednickiego muzeum zmieniono na Muzeum Pierwszych Piastów na Lednicy, z mocą jej obowiązywania od 1 stycznia 1975. Z uwagi na ważne miejsce w świadomości narodowej, Prezydent Rzeczypospolitej Polskiej zarządzeniem z dnia 8 września 1994 nadał wczesnośredniowiecznemu grodzisku tytuł „pomnika historii”.
Historia muzeum jest nieodłącznie związana z historią miejsca, które stanowi o jego pozycji. Za panowania Mieszka I i Bolesława Chrobrego Ostrów był jednym z głównych ośrodków obronnych i administracyjnych Polski. W części południowej wyspy Mieszko I wzniósł okazałą kamienną budowlę złożoną z kilku części (świątyni, palatium oraz baptysterium). Jej ruiny w postaci murów miejscami dochodzących do 3 m wysokości widoczne są do dziś. Kompleks obronny był połączony ze stałym lądem drewnianymi mostami. Pod koniec lat 80. XX wieku w obrębie ruin odsłonięto misy basenów chrzcielnych, co może wskazywać na to, iż właśnie tutaj, na Ostrowie Lednickim w 966 roku miał miejsce chrzest Mieszka I i jego otoczenia.

## Zbiory
Muzeum Pierwszych Piastów na Lednicy jest jedynym w Polsce skansenem o charakterze zarazem archeologicznym, etnograficznym jak i przyrodniczym (w ramach Muzeum funkcjonuje m.in. Pracownia Dokumentacji Przyrody).
Znajdują się tam pozostałości grodu pierwszych Piastów (pałacu, kaplicy i kościoła, otoczonych wałem obronnym) z drugiej połowy X w. Obiekty te świadczą o istnieniu już w X w. dobrze ukształtowanej państwowości polskiej, której kolebką była Wielkopolska.

## Struktura organizacyjna
Aktualnie w ramach muzeum znajdują się:
- otulina Jeziora Lednickiego, wraz z cennymi obiektami archeologicznymi na wyspie (Ostrów Lednicki),
- gród z reliktami zabudowy architektonicznej w Gieczu (od 1984),
- gród w Grzybowie koło Wrześni (od 1997),
- grodzisko w Radzimiu koło Murowanej Gośliny – tzw. Ostrów Radzimski (od 2002 badania muzeum; od 2006 – Pracownia Archeologiczna „Gród na Ostrowie Radzimskim”, mieszczącą się w Bibliotece Publicznej w Murowanej Goślinie)[4].

Oprócz tego w strukturze organizacyjnej muzeum stworzono dział etnograficzny – Wielkopolski Park Etnograficzny w Dziekanowicach, zbudowany w formie zrekonstruowanej od podstaw owalnicowej wsi wielkopolskiej. Oprócz głównych obiektów w Dziekanowicach parkowi podlega jeszcze kilka innych obiektów kultury ludowej, m.in. w Moraczewie, Rybitwach i Rogierówku.

## Działalność wydawnicza
Muzeum Pierwszych Piastów na Lednicy prowadzi działalność wydawniczą, publikując m.in. „Studia Lednickie”, stanowiące serię wydawniczą prezentującą wyniki badań prowadzonych przez pracowników Muzeum Pierwszych Piastów na Lednicy (we współpracy z innymi instytucjami z kraju i z zagranicy). Tematyka „Studiów” obejmuje różne dziedziny nauki, m.in. archeologię, etnografię, antropologię, nauki przyrodnicze i zawiera opracowania obiektów oraz zabytków z Ostrowa Lednickiego (i jego szerokiego zaplecza), a także grodów w Gieczu i Grzybowie.